# Facidia
Facidia là một chi bướm đêm thuộc họ Erebidae.